# تشارلز جي. بوشارد
تشارلز جي. بوشارد هو سياسي أمريكي، ولد في 25 أبريل 1911، وتوفي في 13 يوليو 1992. نشط حزبياً في الحزب الديمقراطي. وقد انتخب عضو جمعية ولاية ويسكونسن ‏.